# Pablo Pozo
Pablo Antonio Pozo (født 27. marts 1973) er en tidligere chilensk fodbolddommer. Han dømte internationalt under det internationale fodboldforbund FIFA fra 1999 til 2010, hvor han var placeret i den sydamerikanske dommergruppe. Inden han trak sig tilbage nåede han at deltage ved en enkelt VM slutrunde i 2010.
Ved siden af dommerkarrieren er Pozo revisor.

## Karriere
Rodríguez har deltaget ved en VM slutrunde (2010), hvor han dømte 2 kampe.

### VM 2010
- Portugal –  Nordkorea (gruppespil)
- Cameroun –  Holland (gruppespil)